# Crochte
Crochte (westflämisch: Krochte) ist eine französische Gemeinde im Département Nord in der Region Hauts-de-France. Sie gehört zum Arrondissement Dunkerque und zum Kanton Wormhout. Die Bewohner nennen sich Crochtois.

## Geografie
Die Gemeinde Crochte liegt in Französisch-Flandern, zehn Kilometer südlich von Dünkirchen und 13 Kilometer westlich der Grenze zu Belgien. Sie grenzt im Norden an Steene, im Osten an Socx, im Süden an Esquelbecq und Bissezeele, im Südwesten an Zegerscappel und im Westen an Pitgam.

## Literatur

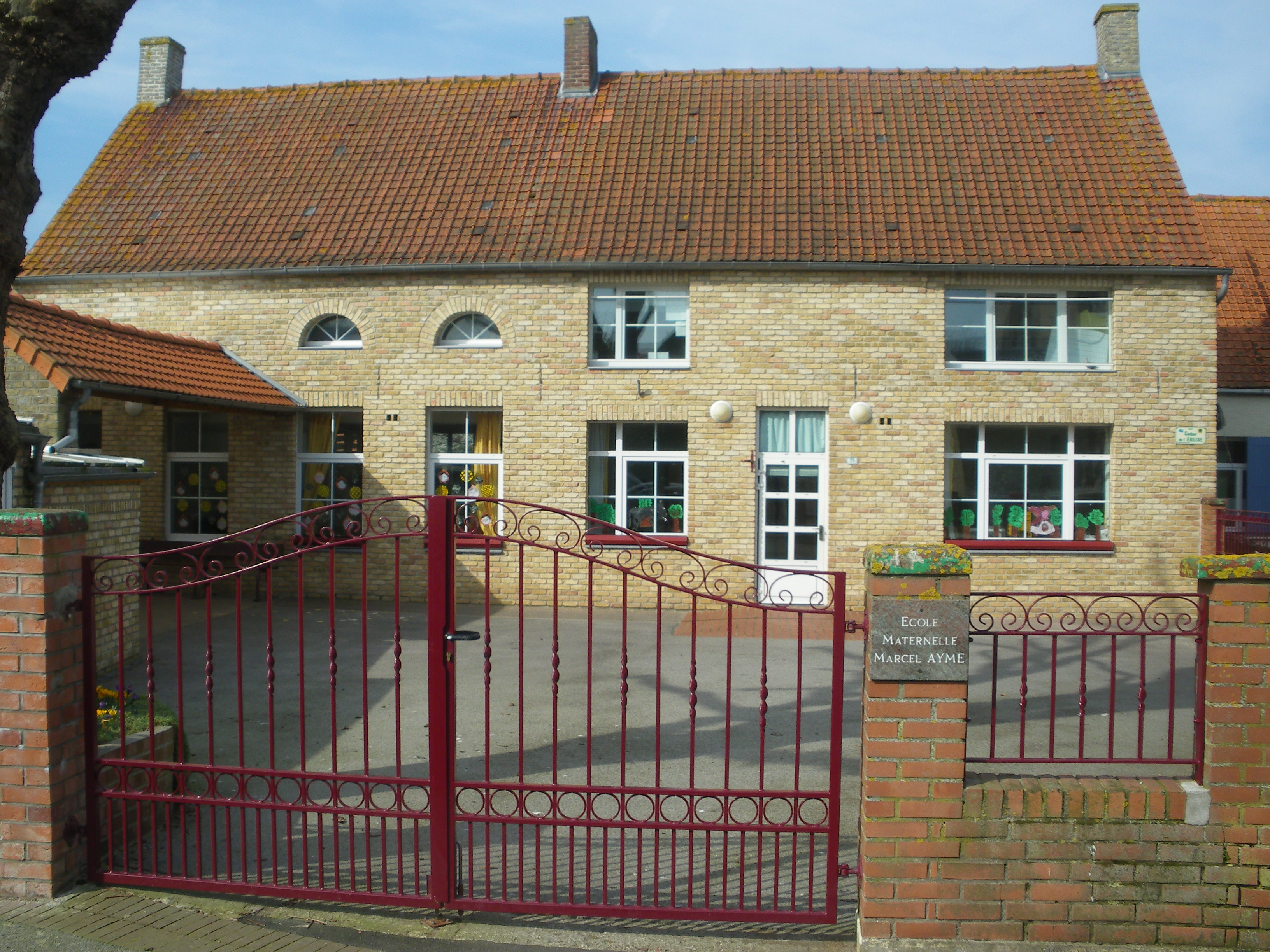
Kindergarten
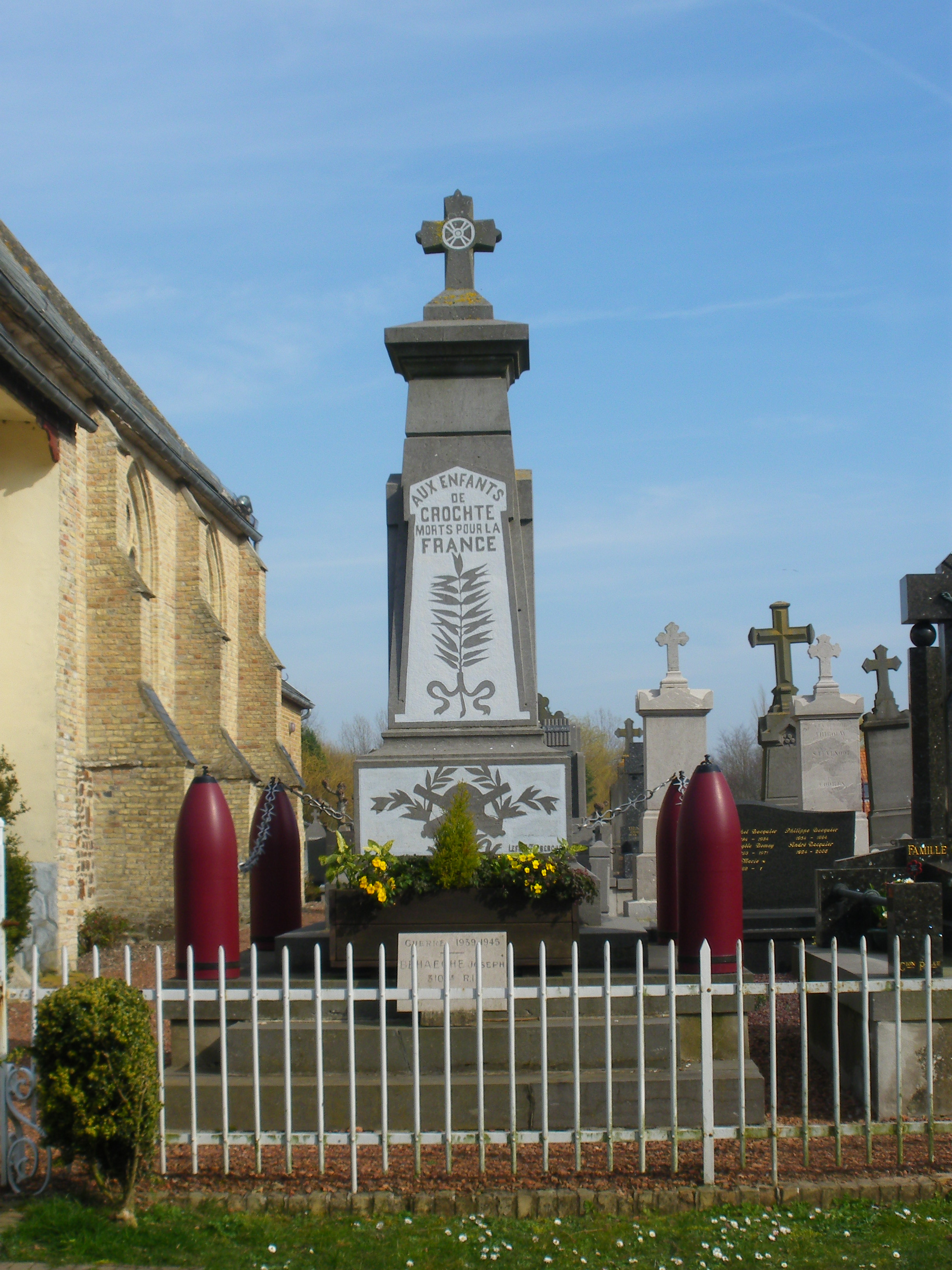
Gefallenendenkmal

## Bevölkerungsentwicklung
| Jahr                       | 1962 | 1968 | 1975 | 1982 | 1990 | 1999 | 2008 | 2013 | 2020 |
| Einwohner                  | 396  | 398  | 336  | 451  | 489  | 570  | 689  | 686  | 665  |
| Quellen: Cassini und INSEE |      |      |      |      |      |      |      |      |      |